# Haemaphysalis orientalis
Haemaphysalis orientalis är en fästingart som beskrevs av Thomas Nuttall och Warburton 1915. Haemaphysalis orientalis ingår i släktet Haemaphysalis och familjen hårda fästingar.
Artens utbredningsområde är Malawi. Inga underarter finns listade i Catalogue of Life.